# هونوراتو تروسو
هونوراتو تروسو مواليد 27 يناير 1970 في لواندا، هو لاعب كرة سلة أنغولي معتزل. مثّل منتخب بلاده. شارك في دورة الألعاب الأولمبية الصيفية سنة 1996. حقق المركز الأول في بطولة أمم أفريقيا لكرة السلة 1989. اعتزل اللعب في 1998.

## الميداليات
| الميدالية | المسابقة                          |
| --------- | --------------------------------- |
| ذهبية     | بطولة أمم أفريقيا لكرة السلة 1989 |
| ذهبية     | بطولة أمم أفريقيا لكرة السلة 1992 |
| ذهبية     | بطولة أمم أفريقيا لكرة السلة 1993 |
| ذهبية     | بطولة أمم أفريقيا لكرة السلة 1995 |
| برونزية   | بطولة أمم أفريقيا لكرة السلة 1997 |

## روابط خارجية
- هونوراتو تروسو على موقع الاتحاد الدولي لكرة السلة (الإنجليزية)
- هونوراتو تروسو على موقع كرة السلة الأوروبية.كوم (الإنجليزية)
- هونوراتو تروسو على موقع ريلجم (الإنجليزية)
- هونوراتو تروسو على موقع بروبوليرز (الإنجليزية)
- هونوراتو تروسو على موقع سبورتس رفرنس (الإنجليزية)
- هونوراتو تروسو على موقع أوليمبيديا (الإنجليزية)